# Paralelo 75 N
O Paralelo 75 N é um paralelo no 75° grau a norte do plano equatorial terrestre.

## Dimensões
Conforme o sistema geodésico WGS 84, no nível de latitude 75° N, um grau de longitude equivale a 28,9 km; a extensão total do paralelo é portanto 10.405 km, cerca de 26% da extensão do Equador, da qual esse paralelo dista 8.327 km, distando 1.675 km do polo norte.

## Cruzamentos
Começando pelo Meridiano de Greenwich e tomando a direção leste, o paralelo 75° Norte passa sucessivamente por:
| País, território ou mar | Notas                                                       |
| ----------------------- | ----------------------------------------------------------- |
| Oceano Ártico           | Mar da Gronelândia Mar da Noruega Mar de Barents            |
| Rússia                  | Ilha Severny no arquipélago de Nova Zembla                  |
| Oceano Ártico           | Mar de Kara                                                 |
| Rússia                  | Península de Taymyr, passa no Lago Taymyr                   |
| Oceano Ártico           | Mar de Laptev                                               |
| Rússia                  | Ilha Kotelny Terra de Bunge                                 |
| Oceano Ártico           | Mar da Sibéria Oriental                                     |
| Rússia                  | Nova Sibéria                                                |
| Oceano Ártico           | Mar da Sibéria Oriental Mar de Beaufort Estreito de McClure |
| Canadá                  | Ilha Melville, Territórios do Noroeste                      |
| Golfo Liddon            |                                                             |
| Canadá                  | Ilha Melville, Territórios do Noroeste e Nunavut            |
| Viscount Melville Sound |                                                             |
| Canadá                  | Ilha Bathurst, Nunavut                                      |
| McDougall Sound         |                                                             |
| Canadá                  | Ilha Cornwallis, Nunavut                                    |
| Canal de Wellington     |                                                             |
| Canadá                  | Ilha Devon, Nunavut Ilha Philpots, Nunavut                  |
| Baía de Baffin          |                                                             |
| Gronelândia             | Ilha principal e ilha Kuhn                                  |
| Oceano Ártico           | Hochstetterbugten                                           |
| Gronelândia             | Ilha Shannon                                                |
| Oceano Ártico           | Mar da Gronelândia                                          |